# Hüseyin Sabri Alanyalı
Hüseyin Sabri Alanyalı (* 7. September 1965) ist ein türkischer Klassischer Archäologe.

## Leben
Hüseyin Sabri Alanyalı studierte zunächst an der Istanbul Üniversitesi (1987 Lisans) und dann an der Universität Wien (1996 Magister, 1999 Promotion). Anschließend war er 2000 bis 2001 Yardımcı Doçent an der Çanakkale Onsekiz Mart Üniversitesi, dann von 2001 bis 2006 an der Anadolu Üniversitesi in Eskişehir, wo er 2006 Doçent und 2013 Professor wurde.
Von 1985 bis 1994 nahm er an der Grabung der Universität Istanbul am Theater von Perge teil, 1993 bis 1998 an der österreichischen Grabung in Limyra, seit 1999 an der Erforschung des Theaters von Side, von 2002 bis 2008 an der Erforschung des Theaters in Patara. Von 2009 bis 2019 war er Leiter der Ausgrabungen in Side, die seither von seiner Frau Feriştah Alanyalı fortgesetzt werden.
Seit 2014 ist er korrespondierendes Mitglied des Deutschen Archäologischen Instituts.

## Veröffentlichungen (Auswahl)
- Der Kentauromachie- und der Gigantomachiefries im Theater von Perge (= Wiener Forschungen zur Archäologie Bd. 15). Wien 2013, ISBN 978-3-85161-094-9 (Dissertation).